# Kinnaur (distrikt)
Kinnaur (hindi: किन्नौर) er et distrikt i den indiske delstat Himachal Pradesh. Distriktets hovedstad er Reckong Peo. 

## Demografi
Ved folketællingen i 2011 var der 84,298 indbyggere i distriktet, mod 78,334 i 2001. Distriktet har ingen urbane befolkning.
Børn i alderen 0 til 6 år udgjorde 9,47 % i 2011 mod 11,88 % i 2001. Antallet af piger i den alder per tusinde drenge er 953 i 2011 mod 979 i 2001.

## Galleri
- Reckong Peo
- Kalpa
- Puh
- NH505
- Vejbygning
- Nako
- Mellem Nako og Chango
- Chango